# Camille Raspail
Pour les articles homonymes, voir Raspail.
Camille Raspail, né à Paris le 17 août 1827 où il est mort le 24 mai 1893, était un homme politique et médecin français.

## Biographie
Il est le fils de François Raspail et de Henriette Troussot. Il nait le 17 août 1827.
Il entre au séminaire d’Avignon où il se fait remarquer par « sa rare intelligence et son amour du travail ». Il remporte à quinze ans le grand prix de philosophie puis est banni du séminaire
Camille Raspail est reçu docteur en médecine en 1857 après avoir suivi les cours d'anatomie vers 1854 de l'ami et médecin personnel de son père, le docteur Simon Noël Dupré (1814-1885), et depuis cette époque, il a pratiqué son art conformément à la méthode de son père, François-Vincent Raspail. On lui doit une Notice théorique et pratique sur les appareils orthopédiques de la méthode hygiénique curative de F.- V. Raspail (1802, in-8°; 2e édit., 1873).
Il est commandant en chef des forts du sud de Paris 1870-1871.
Il est élu député du Var de 1885 à 1889 sous l'étiquette extrême gauche. Il est réélu en 1889 sous l'étiquette Radical-socialiste. .
Camille Raspail est inhumé à Paris au cimetière du Montparnasse avec son épouse née Sophie Olympe Cotte, morte en 1897.

## Source
- « Camille Raspail », dans Adolphe Robert et Gaston Cougny, Dictionnaire des parlementaires français, Edgar Bourloton, 1889-1891 [détail de l’édition]
- Pierre Larousse, Grand Dictionnaire Universel du XIXe Siècle.